# Sándor Szathmári

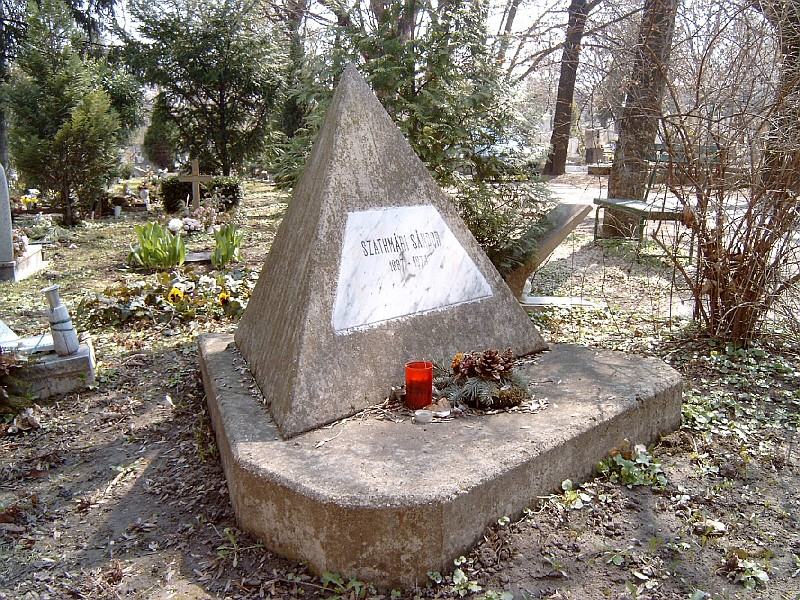
Grabstätte Szathmáris auf dem Farkasréti-Friedhof in Budapest

Sándor Szathmári (* 19. Juni 1897 in Gyula; † 16. Juli 1974 in Budapest) war ein ungarischer Schriftsteller, der sich insbesondere in der Esperantoliteratur einen Namen machte.

## Beruf
Szathmári war naturwissenschaftlich sehr interessiert. Von 1924 bis 1957 arbeitete er als Ingenieur bei der ungarischen Lokomotivfabrik MÁVAG.

## Hauptwerk
Szathmáris bekanntestes Werk ist der satirisch-sozialkritische Roman „Gullivers Reise nach Kasohinien“ („Vojaĝo al Kazohinio“), den er 1935 begann. Erstmals publiziert wurde er 1941 in Esperanto in stark zensierter Form. Erst 1946 erschien die vollständige Fassung. Da sich der Autor vielfach missverstanden fühlte, schrieb er Erklärungen zur Geschichte, die erstmals 1960 in der Esperanto-Zeitschrift „Sennacieca Revuo“ erschienen.
Zum Inhalt des Werkes: Die „Reise nach Kasohinien“ knüpft an Jonathan Swifts „Gullivers Reisen“ an. Der Ich-Erzähler Gulliver ist ein englischer Arzt bei der Kriegsmarine und ein glühender Patriot. Er fährt im Jahre 1935 auf einem Kriegsschiff nach Südostasien, wird schiffbrüchig und landet auf der Insel Kasohinien. Dort trifft er zunächst auf die Menschengruppe der Hinen. Die Hinen verkörpern das rationale Leben ohne Hierarchien. Sie sind den Europäern technisch um mindestens hundert Jahre voraus. Sie agieren völlig gefühllos und haben kein Verständnis für Gullivers emotionale Bedürfnisse. Im zweiten Teil kommt Gulliver zu den Behinen, die ein Spiegelbild der realen Menschen sein sollen. Sie haben Hierarchien, Nationen, Kriege. Ihnen gegenüber nimmt nun Gulliver eine ähnliche Rolle ein, wie sie ihm gegenüber die Hinen hatten: Er versteht überhaupt nicht, warum sie sich so irrational verhalten. Am Ende flieht er von der Insel und landet glücklich auf einem englischen Schiff. Dort begegnen ihm ähnliche Irrationalitäten wie bei den Behinen, aber er erkennt die Ähnlichkeiten nicht.
Der Roman ist eine glänzende Persiflage auf Nationalismus und Militarismus. Rezensionen kritisieren bisweilen den überzogenen Inhalt (auf den eine Satire aber schwerlich verzichten könnte). Einig sind sich die Rezensenten in der lebhaften Sprache des Werkes. Eine Ausgabe des Werkes in deutscher Sprache ist in Vorbereitung.
| Personendaten    | Personendaten                |
| ---------------- | ---------------------------- |
| NAME             | Szathmári, Sándor            |
| ALTERNATIVNAMEN  | Szathmári Sándor (ungarisch) |
| KURZBESCHREIBUNG | ungarischer Esperanto-Autor  |
| GEBURTSDATUM     | 19. Juni 1897                |
| GEBURTSORT       | Gyula                        |
| STERBEDATUM      | 16. Juli 1974                |
| STERBEORT        | Budapest                     |